# Oikos International
oikos International – międzynarodowa organizacja studencka inspirowana ideą zrównoważonego rozwoju, która powstała by wspierać przedsiębiorczość przyjazną środowisku naturalnemu oraz uwrażliwiać studentów kierunków ekonomicznych na problem zrównoważonego wzrostu gospodarczego. oikos International posiada obecnie ponad 50 000 członków, zrzeszonych w 39 oddziałach lokalnych w 20 państwach świata. Działalność oikosu obejmuje organizację wykładów, konferencji i warsztatów o tematyce prospołecznej i proekologicznej oraz realizację projektów mających na celu praktyczne zastosowanie zasad zrównoważonego rozwoju w gospodarce. Większość działań to oddolne inicjatywy dopasowane do potrzeb lokalnego środowiska danego oddziału. Niemniej jednak, oikos International realizuje również szereg projektów o skali globalnej, które mają przybliżać międzynarodowej społeczności ideę zrównoważonego rozwoju oraz prowokować do dyskusji na temat szans i zagrożeń globalnej gospodarki, której przyszło rozwijać się w granicach wytyczonych przez naturę. Część projektów ma charakter typowo edukacyjny, służy wzrostowi wiedzy i zdobywaniu nowych umiejętności przez członków oikos International, dzięki czemu możliwy jest wzrost oddziaływania samej organizacji.

## Historia
Pierwszy oddział oikos International – Die umweltökonomische Studenteninitiative an der Universität St. Gallen (obecna nazwa to oikos St Gallen) – powstał 17 lutego 1987 roku na Uniwersytecie St. Gallen w Szwajcarii. Działalność organizacji polegała głównie na organizacji konferencji oraz warsztatów z udziałem przedstawicieli świata nauki, biznesu oraz lokalnego środowiska. Członkowie oikos St Gallen przyczynili się do wzbogacenie programu studiów na kierunkach ekonomicznych macierzystej uczelni o tematykę ochrony środowiska przyrodniczego, jak również do powstania kilku szwajcarskich organizacji badawczych zajmujących się ekologią.
W 1990 roku powołano do życia oikos Foundation. Głównym celem Fundacji jest zachęcenie do włączania tematyki ekologicznej do obszaru zainteresowań badań naukowych w dziedzinie ekonomii.
oikos International, organizacja-matka dla wszystkich oddziałów lokalnych na świecie, została założona przez pięć organizacji studenckich w roku 1998. Jej siedziba znajduje się w miejscu założenia pierwszego oddziału lokalnego – w St. Gallen, w Szwajcarii. Za powołaniem międzynarodowej organizacji-matki przemawiała możliwość ułatwienia komunikacji między oddziałami lokalnymi oraz szansa na uzyskanie wsparcia międzynarodowej społeczności w działaniach proekologicznych.

## Struktura organizacyjna
oikos International ma trzypoziomową strukturę organizacyjną. Na szczycie organizacyjnej hierarchii znajduje się oikos International z siedzibą w St. Gallen. Organem zarządzającym na poziomie międzynarodowym jest zarząd (Executive Board) wspierany przez zespół doradców (Advisory Council). Co roku spośród członków wszystkich oddziałów lokalnych obierany jest prezydent oikos International – każdy z oddziałów lokalnych ma prawo głosu w wyborach prezydenckich. W skład zespołu doradców oikos International (Advisory Council) wchodzą przedstawiciele biznesu, polityki oraz organizacji pozarządowych. Głównym zadaniem doradców jest wspieranie działalności oikos International poprzez pomoc w planowaniu oraz organizacji różnorodnych przedsięwzięć, zapewnianie kontaktu ze światem biznesu oraz członkami lokalnych społeczności, a także wsparcie w pozyskiwaniu środków finansowych na działalność organizacji.
Podstawowa działalność oikos International obejmuje organizację licznych wydarzeń, konferencji czy warsztatów związanych z tematyką zrównoważonego rozwoju oraz dbanie o rozwój samej organizacji: oikos International nie tylko promuje powstawanie nowych oddziałów, lecz również pomaga nowo powstałym oddziałom lokalnym wzrastać, zapewniając im organizacyjny „know-how”, wsparcie technologiczne czy materiały promocyjne; pomaga w pozyskiwaniu partnerów i sponsorów.
U podstawy organizacyjnej hierarchii oikos International stoją oddziały lokalne (Local Chapters), które zrzeszają studentów kierunków ekonomicznych zainteresowanych ochroną środowiska naturalnego oraz zrównoważonym rozwojem. Głównym zadaniem oddziałów jest wzbogacanie programu nauczania macierzystych uczelni o tematykę zrównoważonego rozwoju oraz zachęcanie miejscowych studentów do zaangażowania się w międzynarodowe projekty oikos International. Oddziały mają prawo do niezależnego od oikos International kształtowania programu działań lokalnych, jeśli realizują cele wspólne dla całej organizacji.
Fundacja oikos International (oikos Foundation for economy and ecology) zapewnia finansowe oraz instytucjonalne wsparcie dla organizacji, zarówno na szczeblu lokalnym, jak i międzynarodowym.

## Projekty
Większość projektów to oddolne inicjatywy oddziałów lokalnych. Niemniej jednak, oikos International realizuje liczne projekty o skali międzynarodowej.

### Spring Meetings
Spring meetings to doroczne spotkania członków oikos International odbywające się na wiosnę w miastach-siedzibach oddziałów lokalnych. Celem spotkań jest wymiana doświadczeń oraz organizacyjnych pomysłów sprawdzonych w różnych częściach świata. Członkowie oikos International dyskutują nad strategią organizacji oraz wspólnie wytyczają drogę do dalszego rozwoju organizacji w przyszłości. Na program spotkań składają się zazwyczaj zarówno przemówienia członków oikos International, jak i wykłady oraz warsztaty z udziałem przedstawicieli biznesu, polityki czy lokalnej społeczności. Ostatnie spotkanie, poświęcone zrównoważonemu transportowi (Sustainable Mobility) odbyło się w Barcelonie w marcu 2012.

### Winter School
Winter School to zimowy kurs organizowany przez oikos International począwszy od roku 2004. Projekt skierowany jest do międzynarodowej grupy 20-30 studentów o wykształceniu w dziedzinie ekonomii lub zarządzania. Interaktywny program Winter School to połączenie wykładów, dyskusji oraz warsztatów, podczas których, pod okiem specjalistów, studenci uczą się zarządzania projektami oraz zasad zrównoważonej przedsiębiorczości. Głównym zadaniem projektu Winter School jest pogłębianie wiedzy studentów na temat ochrony środowiska naturalnego, wymiana poglądów na arenie międzynarodowej oraz promocja wartości oraz celów, jakie przyświecają oikos International. Ostatnie Winter School odbyło się w Berlinie w roku 2012, kolejne zostanie zorganizowane w Zagłębiu Ruhry, w Niemczech.

### Future Lab
oikos Future Lab to interaktywna platforma dla członków oikos International, alumnów, doradców, ekspertów naukowych oraz partnerów organizacji, powołana w celu wspólnego opracowywania oraz wprowadzanie w życie inicjatyw promujących ideę rozwoju zrównoważonego. Obok zażartych dyskusji nad pomysłami nowych przedsięwzięć i projektów, spotkania w ramach projektu Future Lab pozwalają członkom oikos International identyfikować możliwości dalszego rozwoju oraz umacniania wpływu organizacji na zmiany zachodzące w skali całego świata. Pierwsze spotkanie oikos Future Lab miało miejsce w roku 2011, następne odbędzie się w listopadzie 2012 roku w St. Gallen, w Szwajcarii.

### Case Writing Competition
Case Writing Competition to konkurs realizowany od roku 2003 we współpracy z amerykańską organizacją pozarządową Ashoka. Jego celem jest stworzenie internetowej bazy wysokojakościowych biznesowych studiów przypadku związanych z tematyką zrównoważonego rozwoju oraz przedsiębiorczości społecznie odpowiedzialnej, z przeznaczeniem do wykorzystania, zarówno przez studentów, jak i wykładowców akademickich. W czasie trwania konkursu, międzynarodowa komisja złożona z profesorów wiodących uczelni ekonomicznych, spośród wszystkich nadesłanych studiów przypadku, wybiera trzech zwycięzców oraz dwóch zdobywców drugiego miejsca. Wszystkie nagrodzone studia przypadku są publikowane na stronie internatowej oikos International.

### Young Scholars Academies
W ramach projektu Young Scholars Academies, oikos International pomaga studentom studiów doktoranckich oraz młodym pracownikom naukowym w prowadzeniu działalności badawczej, realizowaniu autorskich projektów oraz nawiązywaniu kontaktów w środowisku naukowym. Obecnie dostępne są następujące programy spotkań dla młodych naukowców: Young Scholars Entrepreneurship Academy, Young Scholars Organizations Academy, Young Scholars Economics Academy, PRI Young Scholars Finance Academy and UNDP Young Scholars Development Academy. Rekrutacja do danego programu odbywa się na podstawie autorskiej pracy badawczej. Wybrani studenci studiów doktoranckich przedstawiają wyniki swoich badań na corocznym spotkaniu, biorą udział w panelach dyskusyjnych oraz konferencjach, kontynuują pracę naukową w wybranej dziedzinie pod okiem specjalistów z czołowych światowych uniwersytetów ekonomicznych.

### oikos Student Awards
oikos Student Award to nagroda, jaką nagradzane są niezwykłe projekty studenckie w dziedzinie rozwoju zrównoważonego oraz społecznie odpowiedzialnej przedsiębiorczości. Zgłaszane do konkursu projekty powinny mieć długoterminowy wpływ na społeczność studencką – mają albo wprowadzać pozytywną zmianę w programie nauczania macierzystej uczelni lub czynić jej kampus bardziej przyjaznym dla środowiska naturalnego. Obok nagrody pieniężnej, zwycięzcy otrzymują zaproszenie na kurs w ramach oikos Winter School oraz merytoryczne wsparcie do dalszego rozwoju autorskiego projektu.

### PhD Fellowship Programme
PhD Fellowship Programme to projekt skierowany do studentów studiów doktoranckich całego świata, którzy zainteresowani są prowadzeniem badań naukowych w ramach pracy doktorskiej na Uniwersytecie St. Gallen. Zakwalifikowani do programu studenci otrzymują trzyletnie stypendium na ukończenie studiów oraz napisanie pracy doktorskiej. Dzięki pracy badawczej młodych pracowników naukowych możliwe jest dalsze wzbogacanie programu nauczania uczelni o treści związane ze zrównoważonym rozwojem.

### Project Development Fund
Project Development Fund to program wspierania inicjatyw oddziałów lokalnych: każdy oddział lokalny może ubiegać się o wsparcie finansowe oraz merytoryczne dla realizowanego projektu na szczeblu międzynarodowym oikos International. Wniosek koordynatora zawierający szczegółowy opis projektu rozpatrywany jest w przeciągu 4 tygodni. oikos International zastrzega sobie prawo do wprowadzenia poprawek do projektu oddziału lokalnego przed przyznaniem środków. Fundusze zbierane są na zasadzie dotacji dla organizacji, ich podziału między projekty studenckie dokonuje Bank GLS, partner oikos International.